# Kimberley (Austrália Ocidental)

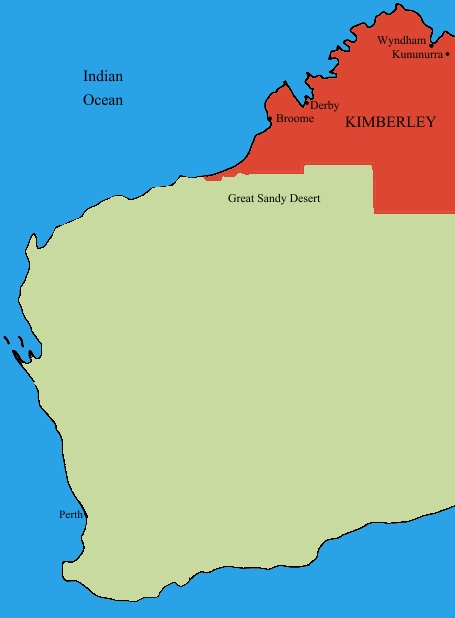
Localização da região de Kimberley, na Austrália Ocidental.

Kimberley é uma das nove regiões do estado da Austrália Ocidental, na Austrália. Ela está localizada na parte norte da Austrália Ocidental, limitada a oeste pelo Oceano Índico, a norte pelo Mar de Timor, a sul pelos desertos Grande Arenoso e Tanami, a leste pelo Território do Norte.
A região foi designada com base nos campos de diamantes de Kimberley, na África do Sul. Isto deveu-se as duas áreas que partilham uma paisagem similar. A descoberta de jazidas de diamantes na região de Kimberley foi posteriormente adicionado à semelhança.